# Spursicherheit
Die Spursicherheit und die Fährtensicherheit beim Schalenwild ist die Eigenschaft des Jagdhundes, eine einmal angefallene Spur oder Fährte sicher zu halten. Sie ist ein Bewertungskriterium bei der Herbstzuchtprüfung (HZP) der Jagdhund-Zuchtverbände. Ein spursicherer Hund lässt sich nicht durch Ablenkungen von der aufgenommenen Spur abbringen, beispielsweise wenn andere Wildfährten die zu verfolgende Spur kreuzen oder ein Stück weit parallel verlaufen. Bei einer unterbrochenen Spur, zum Beispiel durch einen Wasserlauf, findet er auf derselben Fährte zuverlässig zurück. Spursicherheit wird erreicht, indem das beim Jagdhund genetisch verankerte Verhalten auf der Spur bleiben zu wollen – als Spurwillen bezeichnet – gefördert und in der Ausbildung des Jagdhunds gefestigt wird.